# Democracy Now!

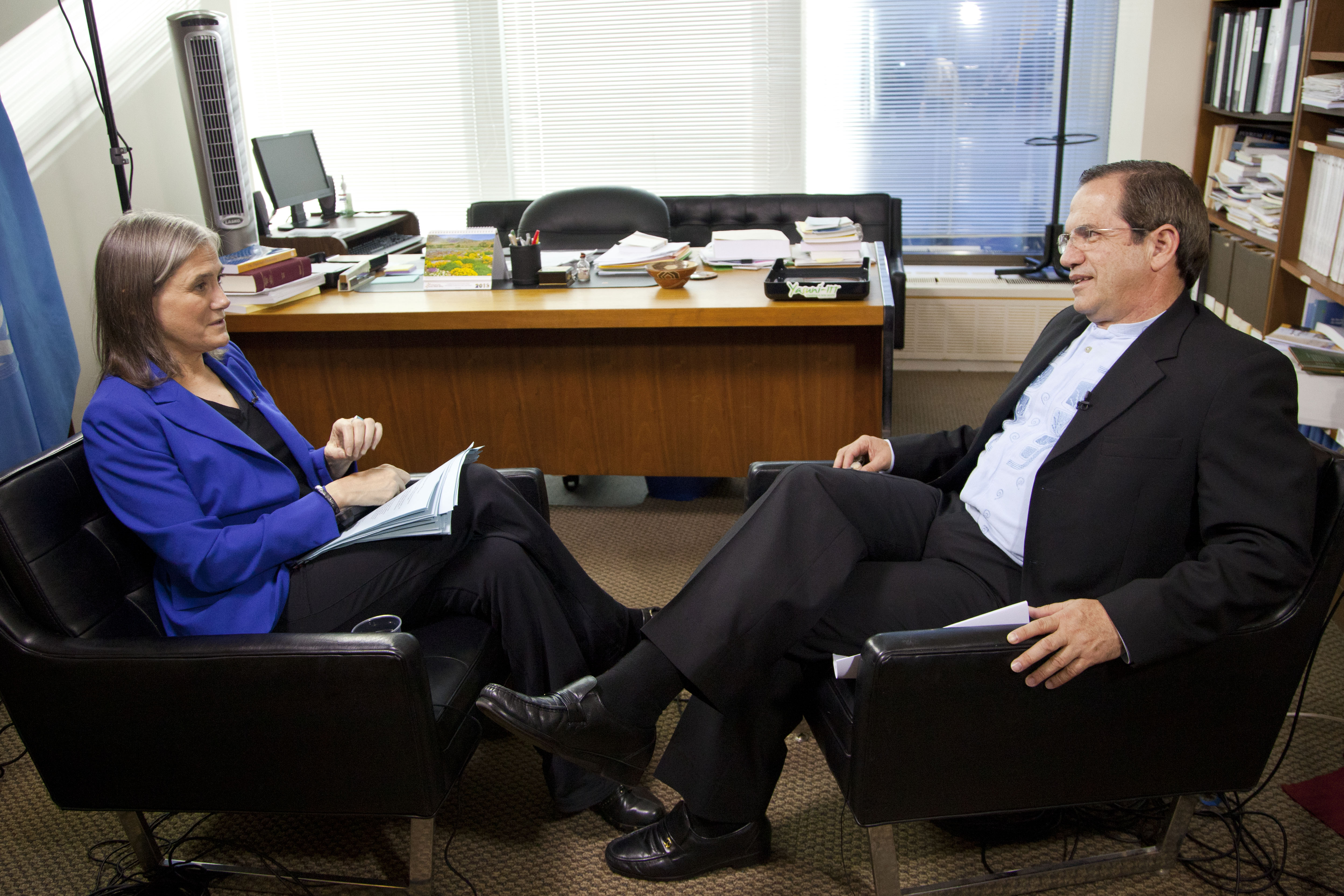
El Canciller del Ecuador Ricardo Patiño entrevistado por Amy Goodman para Democracy Now (2013)

Democracy Now!, también conocido en principio como Democracy Now! The War and Peace Report y después como Democracy Now - Independent Global News o Democracy News, es un noticiario televisivo, radial y de internet conducido por los periodistas Amy Goodman y Juan González. El programa, que se emite en vivo de lunes a viernes a las 8:00 ET, se transmite también por internet y por más de 1400 estaciones de radio alrededor del mundo.
El programa combina reportaje de noticias, entrevistas, periodismo de investigación y comentario político, con un énfasis hacia la documentación de movimientos sociales, luchas en busca de justicia, y los efectos de la política exterior de los Estados Unidos.
El programa se estrenó en 1996 en Nueva York de la mano de los periodistas Amy Goodman, Larry Bensky, Juan González, Salim Muwakkil y Julie Drizin. El contenido presta una atención particular a la política interior y exterior del gobierno estadounidense, analizando los hechos de actualidad, cubriendo las demostraciones antiglobalización, las guerras flagrantes (Irak) o no, es decir económicas, forzadas por la política de los EE. UU. Indaga igualmente sobre las grandes empresas y las luchas sindicales a lo ancho del país. La misión principal de esta emisión es la de difundir una información correcta, pero alternativa a la que difunden los medios de comunicación de masas. Así, durante la batalla de Seattle, en noviembre de 1999, participó activamente documentando ocho días ininterrumpidos el inicio del movimiento alternativo a la globalización corporativa.
El programa es enteramente financiado por los aportes de los oyentes o telespectadores y donaciones de fundaciones, rechaza toda contribución de entidades corporativas públicas o privadas y gubernamentales, a fin de preservar la integridad de su independencia investigadora.
Hugo Chávez (septiembre de 2005), Bill Clinton (noviembre del 2000), Evo Morales, Naomi Klein, Eduardo Galeano, Isabel Allende, Tony Benn y Bill Moyers,  figuran entre el elenco de invitados que han sido entrevistados en Democracy Now! En su trayectoria, ha contado o cuenta, entre sus colaboradores más habituales, entre otros, a:
- Noam Chomsky, profesor de lingüística del MIT, analista político, y autor.
- Howard Zinn, historiador social, analista político y autor.
- Robert Fisk, periodista británico, corresponsal del The Independent en el Oriente Medio.
- Greg Palast, escritor estadounidense y periodista de investigación.
- Arundhati Roy, escritora y activista india, prominente figura del movimiento antiglobalización.
- Edward Said, intelectual, profesor de la Universidad de Columbia, activista palestino.

Democracy Now! ha recibido docenas de reconocimientos del periodismo, incluyendo Pinnacle Award for American Women in Radio & Television, el George Polk Awards por su documento de radio Drilling and Killing: Chevron and Nigeria's Oil Dictatorship ( Perforando y Matando: Chevron y los dictadores del petróleo en Nigeria) o el Robert F. Kennedy Memorial's First Prize por el reportaje que implicó cobertura en primera línea del genocidio Massacre: The Story of East Timor (Masacre: La historia de Timor Oriental).
Se realiza una versión en español de parte de su programación, y a pesar de su sesgo anglosajón y formato predominantemente norteamericano, cubre una parte importante de la casuística hispana y latinoamericana, aproximándose a la labor de redes de noticias como la Agencia Informativa Púlsar o la Asociación Mundial de Radios Comunitarias.
La emisión ha sido descrita por Tony Benn, representante en el Parlamento del Reino Unido, con las siguientes palabras: 

Democracy Now! es mi programa favorito, es tan importante porque llama la atención de la gente sobre hechos indiscutibles, aclarando la situación bajo una luz diferente